# Арсе, Байярдо
Байярдо Арсе Кастаньо (исп. Bayardo Arce Castaño; род. 21 марта 1949, Манагуа) — никарагуанский журналист, политик и бизнесмен, активный участник Сандинистской революции, член высшего руководства СФНО. Являлся ведущим идеологом сандинистского правления 1980-х годов, занимал прокоммунистические позиции. После отстранения СФНО от власти в 1990 году сыграл важную роль в проведении приватизации, считается создателем ряда бизнес-групп, замкнутых на партийное руководство. После возвращения СФНО к власти в 2007 году — экономический советник президента Ортеги. Причисляется к ключевым фигурам правящего режима.

## Журналист и подпольщик
Родился в семье журналиста, оппозиционного режиму Сомосы. В 1957 отец Байярдо Арсе был убит сомосистами за разоблачительные публикации. В 1970 Байярдо Арсе окончил факультет журналистики Национального автономного университета. До 1974 преподавал журналистику в Манагуа, работал в оппозиционной газете La Prensa.
В 1968 Байярдо Арсе вступил в СФНО. Организовывал подпольные структуры в Леоне. Вместе с Омаром Кабесасом, Мануэлем Моралесом, Моникой Бальтодано и Мануэлем Майреной входил в состав регионального руководства севера. Придерживался марксистских ортодоксально-коммунистических позиций в духе Томаса Борхе и Ленина Серны.

## Идеолог сандинизма
После прихода к власти сандинистов в июле 1979 Байярдо Арсе был координатором Политической комиссии СФНО, заместителем Даниэля Ортеги в Исполкоме СФНО и Совете национальной обороны. Формулировал сандинистскую идеологию в духе марксистско-коммунистических установок. Курировал также международные связи, был одним из вдохновителей ФНОФМ в сальвадорской гражданской войне. В экономической политике Арсе выступал проводником национализации.

Революция должна быть решительной. Решительность, способность навязывать свою волю, не вдаваясь в буржуазные правовые формальности, составляет сущность диктатуры пролетариата. Буржуазия уже не контролирует производство и инвестиции.

Байярдо Арсе, 1984 год

В период никарагуанской гражданской войны Байярдо Арсе занимал жёсткую позицию в противостоянии с Контрас.

## Создатель бизнес-системы
На выборах 1990 года СФНО был отстранён от власти и перешёл в оппозицию. Байярдо Арсе сохранил влияние в партийном руководстве, редактировал сандинистские издания Barricada и Amanecer, руководил «Радио Сандино». В 1996 и 2001 избирался депутатом Национальной ассамблеи.
1990-е годы стали периоды интенсивной экономической деятельности Байярдо Арсе в сфере частного бизнеса.

Экономист сандинизма Байардо Арсе, организатор национализации 1980-х годов, в следующее десятилетие стал «Чубайсом Центральной Америки». И снова — с блестящими результатами. Благодаря приватизации сандинистская верхушка сказочно обогатилась ещё раз.

Под руководством Байярдо Арсе и его жены Амелии Ибарра была создана группа компаний, замкнутая на партийные структуры СФНО. Эти структуры в количестве более 40 действуют в сфере недвижимости, финансовых и экспортно-импортных операций. Крупнейшими из них являются AgriCorp (импорт и торговля продовольствием), Promérica, Interbank (финансы, инвестиции, операции с ценными бумагами), Invercosa (недвижимость в Манагуа). Арсе стал крупным акционером банковских структур, установил деловые связи с видными фигурами никарагуанской финансовой элиты (некоторые из которых являются родственниками Амелии Ибарра). По отзывам экспертов, финансово-экономическое могущество этих компаний основано на монопольных ценах и иных преференциях, полученных от государства.
В его идеологических установках зазвучали мотивы демократии и свободного предпринимательства, ставшие, наряду с религиозно-мистическими, элементами новой риторики СФНО.

## Экономический советник
На выборах 2006 года Даниэль Ортега вновь был избран президентом Никарагуа. В 2007 Байярдо Арсе был назначен экономическим советником главы государства. Он стал олицетворением нового экономического курса сандинистов, основанного на консолидации никарагуанской олигархии под правительственным контролем. Арсе удалось наладить деловое сотрудничества руководство СФНО с Верховным советом частного предпринимательства (COSEP). Частные финансовые магнаты были влиятельной силой, способствовавшей в 2009 году предоставлению Ортеге возможности баллотироваться на второй срок вопреки конституционному запрету.

Арсе продемонстрировал способность к диалогу и вселил уверенность в богачей. Это стало ключевой частью политики президента Ортеги.

Байярдо Арсе активно продвигает ряд энергетических и инфраструктурных проектов, прежде всего ГЭС Tumarin и строительство Никарагуанского канала. Его экономическое доктрина предполагает тесное взаимодействие с Венесуэлой, Бразилией, КНР, РФ, США, диверсифицированный подход к привлечению иностранных инвестиций. Возглавляет никарагуано-китайскую «палату дружбы», занимается импортом и реализацией продукции China Motor.
В политическом руководстве СФНО Байярдо Арсе выступает в альянсе с куратором партийной службы безопасности, избирательных кампаний и судебной системы Ленином Серной. Предпочитает держаться в тени, на словах дистанцируется от политики. Выступает посредником-«модератором» в конфликтах между членами сандинистской верхушки, особенно Ленином Серной и Росарио Мурильо.

Сейчас я экономический советник президента. Когда я уйду на пенсию с государственной службы? Это зависит не от меня, а от Даниэля.

Байярдо Арсе, 2013 год.